# Zgodnji trstničar
Zgodnji trstničar (znanstveno ime Brachytron pratense) je vrsta raznokrilih kačjih pastirjev iz družine dev, razširjena po večjem delu Evrope. Je edina vrsta svojega rodu, ki spominja na manjše deve (rod Aeshna), a se od njih loči po nekaj ključnih značilnostih.

## Opis
Odrasli dosežejo 54 do 63 mm v dolžino, od tega zadek 37–46 mm, zadnji krili pa merita 34–37 cm. Od blede deve, ki je precej podobna po obarvanosti, je vrsto možno že na daleč ločiti po »kosmatem« oprsju, ki je poraslo s kratkimi dlačicami, in bolj čokatem videzu. Poleg tega je zelo jasen razločevalni znak par tankih temnih črt po strani zelenega oprsja (bleda deva ima le eno debelo) ter odsotnost zažetka med oprsjem in zadkom pri samcih. Samci imajo črn zadek z vzdolžnimi vrstami bledomodrih pik, na prvem členu zadka pa je le ena rumena ali zelena pika na vrhu.
Odrasli letajo od pomladi do začetka avgusta.

## Ekologija in razširjenost
Zgodnji trstničar se razmnožuje ob stoječih ali počasi tekočih vodah s trstičjem ob bregovih in grmovjem ali gozdom v bližini. Omejen je na nižavja, le redko se pojavlja nad 600 m nadmorske višine.
Območje razširjenosti je omejeno na Evropo in skrajni zahod Azije do obal Kaspijskega jezera. Vrsta je najpogostejša v Srednji in Zahodni Evropi, proti severu in jugu pa se številčnost manjša. Tako je redek v južnih, sušnih delih Iberskega, Apeninskega in Balkanskega polotoka, na severu pa se razširjenost razteza do južnih predelov Skandinavije.
V Sloveniji je vrsto možno opaziti ob kompleksih ribnikov, poplavljenih glinokopih in kanalih s trstičjem na Ljubljanskem barju, ob Cerkniškem jezeru ter na severovzhodu države. Kot ranljiva vrsta je uvrščen na Rdeči seznam kačjih pastirjev iz Pravilnika o uvrstitvi ogroženih rastlinskih in živalskih vrst v rdeči seznam.